# Himertosoma senile
Himertosoma senile là một loài tò vò trong họ Ichneumonidae.